# Florida Cup de 2018
A Florida Cup de 2018 (português europeu) ou Torneio da Flórida de 2018 (português brasileiro), foi a quarta edição deste torneio amistoso anual realizado na Flórida, Estados Unidos.
Em um evento realizado na cidade de Orlando em outubro de 2017, a organização do evento anunciou a parceria com o Universal Orlando Resort, que promoveu várias atividades em alguns de seus parques de diversões e, no mesmo evento, os detalhes sobre a edição foram divulgados. Diferente da edição anterior, o torneio foi disputado em uma única fase com oito participantes, que foram: Atlético Mineiro, Corinthians e Fluminense representaram o Brasil; PSV Eindhoven, Países Baixos; Légia Varsóvia, Polônia e Rangers, clube escocês. Além do Atlético Nacional da Colômbia e o equatoriano do Barcelona Sporting.
Cada equipe disputou dois jogos. O Atlético Nacional sagrou-se campeão com duas vitórias, quatro gols marcados e nenhum sofrido, sendo que o Barcelona Sporting e o Rangers conquistaram o mesmo número de pontos, mas ficaram em desvantagem nos critérios de desempate.

## Participantes e regulamento
As novidades para a edição de 2018 foram apresentadas pela organização em um evento realizado no dia 9 de outubro de 2017, em Orlando, a principal sendo a parceria com um dos maiores patrocinadores do torneio, o Universal Orlando Resort. Além das partidas de futebol, o evento promoveu uma gama de atividades nos parques Universal Studios Florida, Islands of Adventure e Volcano Bay, incluindo fanfest e uma celebração com performances de artistas internacionais.
Em 3 de outubro, a organização já havia confirmado o Atlético Mineiro e o Corinthians como participantes. Os mineiros, que haviam conquistado o título em 2016, cumpririam o contrato de três anos assinado com organização do evento, por sua vez, o clube paulistano participou de todas as edições. Além deles, os seguintes clubes também foram confirmados: PSV Eindhoven, Países Baixos; Rangers, Escócia; Atlético Nacional, Colômbia; e o clube equatoriano Barcelona Sporting. Posteriormente, o Fluminense e o clube polaco Légia Varsóvia foram confirmados.
Através de um comunicado oficial, a equipe carioca se pronunciou sobre a competição:
É uma oportunidade de ter o elenco trabalhando forte e concentrado no início da temporada, treinando em estruturas de primeiro mundo, enfrentando equipes internacionais, com outros estilos de jogo, além do potencial de levar o nome do Fluminense cada vez mais longe no cenário internacional
Por fim, o regulamento divulgado foi semelhante ao da edição de 2016, onde cada clube disputa dois jogos, sagrando-se campeão aquele que somar o maior número de pontos. O saldo de gols foi o primeiro critério de desempate, seguido pelos gols marcados. As partidas que terminaram empatadas foram decididas nos pênaltis, concedendo dois pontos ao vencedor e um ponto ao perdedor.
| País          | Clube                  | Cidade         | Confederação | Liga                 |
| ------------- | ---------------------- | -------------- | ------------ | -------------------- |
| Países Baixos | PSV Eindhoven          | Eindhoven      | UEFA         | Eredivisie           |
| Polónia       | Légia Varsóvia         | Varsóvia       | UEFA         | Ekstraklasa          |
| Escócia       | Rangers                | Glasgow        | UEFA         | Scottish Premiership |
| Brasil        | Corinthians            | São Paulo      | CONMEBOL     | Série A              |
| Brasil        | Fluminense             | Rio de Janeiro | CONMEBOL     | Série A              |
| Brasil        | Atlético Mineiro       | Belo Horizonte | CONMEBOL     | Série A              |
| Colômbia      | Atlético Nacional      | Medellín       | CONMEBOL     | Categoría Primera A  |
| Equador       | Barcelona de Guayaquil | Guaiaquil      | CONMEBOL     | Primeira A           |

## Resumo
Corinthians e PSV Eindhoven enfrentaram-se na partida inaugural do torneio. Diferentemente do adversário, a equipe brasileira iniciava sua temporada e por conta disso obteve uma atitude precavida. O meio-campista Marco van Ginkel obrigou o goleiro do Corinthians Cássio Ramos a fazer uma boa defesa no início da partida, com um chute de longa distância. No minuto seguinte, Luuk de Jong aproveitou a cobrança de escanteio, mas a cabeçada do atacante foi pela linha de fundo. Apesar da inferioridade na partida, o Corinthians, aos 23 minutos, saiu em vantagem no placar: numa cobrança de falta, Jadson fez o cruzamento e Rodriguinho finalizou marcando o primeiro gol de seu clube no ano. Alguns minutos depois, o Corinthians teve uma boa chance de ampliar com Colin Kâzım-Richards, mas o atacante escorregou antes de finalizar. O PSV Eindhoven, por sua vez, limitou-se aos remates de Hirving Lozano. No segundo tempo, a equipe neerlandesa colecionou chances perdidas: a primeira com Gastón Pereiro, que finalizou sobre o gol. Mauro Júnior e Donyell Malen exigiram boas defesas do goleiro Caíque, do Corinthians. Aos 93 minutos, contudo, Sam Lammers empatou a partida. O Corinthians saiu vitorioso na disputa por pênaltis após Lammers desperdiçar sua cobrança.
Atlético Mineiro e Rangers estrearam na segunda partida. Ambas as equipes começaram o jogo modificadas em relação aos times titulares. Logo no primeiro minuto, o goleiro inglês do Rangers, Jak Alnwick, precipitou-se e entregou a posse da bola para o Atlético Mineiro, que não se aproveitou deste equivoco. A equipe brasileira ainda teve duas outras chances para marcar: aos 12 minutos, Pablo conduziu em velocidade e passou para Thalis. A finalização do atacante, no entanto, acertou a trave. Alguns minutos depois, Pablo obrigou o goleiro Alnwick a fazer uma bela defesa. No segundo tempo, o Rangers obteve as melhores oportunidades - primeiro com o remate de Andy Halliday e, em seguida, o gol, após um contra-ataque bem trabalhado que acabou com a conclusão de Josh Windass, que mais tarde quase ampliou a vantagem com um remate cruzado. O jogo manteve-se em 1–0.
Em seu último confronto no torneio, o PSV Eindhoven enfrentou o Fluminense. O belo gol da equipe neerlandesa foi marcado por Sam Lammers, que driblou dois defensores antes de concluir. O Fluminense, por sua vez, aproveitou sua única chance de gol: após recuperar a posse de bola, Robinho recebeu o passe e finalizou, empatando a partida. Entretanto, a equipe brasileira saiu derrotada nas disputas por pênaltis. Na quarta partida, realizada em 13 de janeiro, Corinthians e Rangers também encerraram suas participações no torneio. A equipe brasileira marcou dois gols no primeiro tempo com Rodriguinho e Kâzım, mas os escoceses viraram no segundo tempo com quatro gols - o primeiro de Alfredo Morelos, antecipando a marcação após uma cobrança de falta. Andy Halliday empatou a partida após passe do Morelos; este último, por sua vez, voltou a marcar minutos depois. Por fim, James Tavernier aproveitou o rebote do goleiro (4–2).

Elenco e comissão técnica do Atlético Nacional, campeão da edição de 2018.

Na outra partida, Barcelona Sporting enfrentou o Légia Varsóvia. Os polacos marcaram primeiro, Jarosław Niezgoda recebeu um belo passe e arrematou para as redes. O Barcelona, no entanto, virou a partida em nove minutos: com gols de Marcos Caicedo, Ariel Nahuelpán e Ely Esterilla. No final da partida, Rémy descontou para equipe polaca. No dia seguinte, O Atlético Nacional venceu o Atlético Mineiro por dois gols. Andrés Renteria abriu o marcador aos 37 minutos, em uma jogada trabalhada com Gustavo Torres, antes de concluir deslocando o goleiro brasileiro. No segundo tempo, o Atlético Nacional garantiu a vitória com Jeison Lucumí, que aproveitou o passe errado do adversário e arrematou de longa distância.
No penúltimo embate, Fluminense e Barcelona Sporting se enfrentaram. Os brasileiros não possuíam mais chances de título, mas procuravam uma vitória para amenizar a desconfiança de seus torcedores.
Marcos Júnior abriu o placar para o Fluminense após um cruzamento de Marlon. A virada do Barcelona concretizou apenas no segundo tempo: Jonathan Betancourt marcou dois gols em oito minutos; no primeiro, o atacante aproveitou o passe de Erick Castillo e, no segundo, um lançamento do goleiro Máximo Banguera. Erick Castillo converteu o terceiro em um belo remate de média distância. O Fluminense encerrou a participação no torneio sem vitórias, enquanto a equipe equatoriana venceu seus dois jogos e assumiu provisoriamente a primeira colocação. O Atlético Nacional entrou no último confronto sabendo que precisaria vencer por dois gols de diferença para conquistar o título. O goleiro colombiano Christian Vargas realizou boas intervenções evitando os gols de Michał Kucharczyk e Jarosław Niezgoda do Légia Varsóvia, o resultado foi construído no primeiro tempo, com dois gols de Aldo Leão Ramirez. O jogo manteve-se em 2–0, apesar de ambos os clubes criarem chances de mudar o marcador durante os últimos 45 minutos.

## Classificação
Cada time disputou dois jogos, com três pontos concedidos para a vitória, um para o empate, nenhum para a derrota, além do ponto extra pela vitória nas disputas de pênaltis. No final do torneio, três equipes terminaram empatadas com seis pontos: após vencer seus compromissos, o Atlético Nacional conquistou o título por conta do saldo de gols.
| Pos. | Clube                  | Pts | J | V | VP | DP | D | GP | GC | SG |
| ---- | ---------------------- | --- | - | - | -- | -- | - | -- | -- | -- |
| 1.º  | Atlético Nacional      | 6   | 2 | 2 | 0  | 0  | 0 | 4  | 0  | +4 |
| 2.º  | Barcelona de Guayaquil | 6   | 2 | 2 | 0  | 0  | 0 | 6  | 3  | +3 |
| 3.º  | Rangers                | 6   | 2 | 2 | 0  | 0  | 0 | 5  | 2  | +3 |
| 4.º  | PSV Eindhoven          | 3   | 2 | 0 | 1  | 1  | 0 | 2  | 2  | 0  |
| 5.º  | Corinthians            | 2   | 2 | 0 | 1  | 0  | 1 | 3  | 5  | –2 |
| 6.º  | Fluminense             | 1   | 2 | 0 | 0  | 1  | 1 | 2  | 4  | –2 |
| 7.º  | Légia Varsóvia         | 0   | 2 | 0 | 0  | 0  | 2 | 2  | 5  | –3 |
| 8.º  | Atlético Mineiro       | 0   | 2 | 0 | 0  | 0  | 2 | 0  | 3  | –3 |

## Partidas
Todas as partidas seguem o fuso horário local (UTC−5).
| 10 de janeiro | Corinthians     | 1 – 1      | PSV Eindhoven | Orlando City Stadium, Orlando  |
| 19:00         | Rodriguinho 23' | Reportagem | Lammers 90+3' | Árbitro: EUA Jonathan Bilinski |

|                                                             |       | Penalidades                       |  |
| Junior Dutra Fellipe Bastos Maycon Camacho Giovanni Augusto | 5 – 4 | Maher Schwaab Lammers Arias Malen |  |

| Corinthians | PSV |

| 11 de janeiro | Atlético Mineiro | 0 – 1      | Rangers     | Orlando City Stadium, Orlando |
| 19:00         |                  | Reportagem | Windass 67' | Árbitro: EUA Andrew Musashe   |

| Atlético-MG | Rangers |

| 12 de janeiro | PSV Eindhoven | 1 – 1      | Fluminense    | Spectrum Stadium, Orlando   |
| 19:00         | Lammers 41'   | Reportagem | Robinho 90+2' | Árbitro: EUA Esteban Rosano |

|                                             |       | Penalidades                                                    |  |
| Hirving Lozano Obispo Hendrix Malen Pereiro | 5 – 4 | Robinho Pedro Jádson José Romário Silva de Souza Renato Chaves |  |

| PSV | Fluminense |

| 13 de janeiro | Rangers                                         | 4 – 2      | Corinthians                 | Spectrum Stadium, Orlando      |
| 13:00         | Morelos 63', 77' · Halliday 70' · Tavernier 82' | Reportagem | Rodriguinho 32' · Kazim 40' | Árbitro: EUA Jonathan Bilinski |

| Rangers | Corinthians |

| 13 de janeiro | Barcelona de Guayaquil                         | 3 – 2      | Légia Varsóvia         | Central Broward Regional Park, Fort Lauderdale |
| 15:00         | M. Caicedo 18' · Nahuelpán 21' · Esterilla 27' | Reportagem | Niezgoda 6' · Rémy 89' | Árbitro: EUA Andres Pfefferkorn                |

| Barcelona | Legia |

| 14 de janeiro | Atlético Nacional         | 2 – 0      | Atlético Mineiro | Spectrum Stadium, Orlando  |
| 13:00         | Renteria 37' · Lucumí 70' | Reportagem |                  | Árbitro: EUA Brandon Artis |

| Atl. Nacional | Atlético-MG |

| 15 de janeiro | Fluminense        | 1 – 3      | Barcelona de Guayaquil                  | Spectrum Stadium, Orlando   |
| 16:00         | Marcos Júnior 22' | Reportagem | Betancourt 56', 64' · E. Castillo 90+4' | Árbitro: EUA Andrew Musashe |

| Fluminense | Barcelona |

| 20 de janeiro | Légia Varsóvia | 0 – 2      | Atlético Nacional     | Al Lang Stadium, São Petersburgo |
| 18:00         |                | Reportagem | Aldo Ramirez 35', 43' | Árbitro: EUA Guido Gonzalez Jr.  |

| Legia | Atl. Nacional |

## Artilharia
A quarta edição do torneio terminou com vinte e quatro gols marcados em oito partidas. Os jogadores responsáveis pelos gols do torneio estão listados a seguir:
2 gols (5)
- BRA Rodriguinho (Corinthians)
- COL Aldo Leão Ramírez (Atlético Nacional)
- COL Alfredo Morelos (Rangers)
- ECU Jonathan Betancourt (Barcelona de Guayaquil)
- NED Sam Lammers (PSV Eindhoven)

1 gol (14)
- ARG Ariel Nahuelpán (Barcelona de Guayaquil)
- BRA Marcos Júnior (Fluminense)
- BRA Robinho (Fluminense)
- COL Andrés Renteria (Atlético Nacional)
- COL Jeison Lucumí (Atlético Nacional)
- ECU Ely Esterilla (Barcelona de Guayaquil)
- ECU Erick Castillo (Barcelona de Guayaquil)
- ECU Marcos Caicedo (Barcelona de Guayaquil)
- SCO Andy Halliday (Rangers)
- ENG Kazim (Corinthians)
- ENG James Tavernier (Rangers)
- ENG Josh Windass (Rangers)
- FRA William Rémy (Légia Varsóvia)
- POL Jaroslaw Niezgoda (Légia Varsóvia)